# 约瑟夫·赖特尔
约瑟夫·赖特尔（德語：Josef Reiter，1959年1月8日—），奥地利男子柔道运动员。他曾代表奥地利参加1980年、1984年和1988年夏季奥林匹克运动会柔道比赛，其中1984年奥运会获得一枚铜牌。